# Дани Фантома
Дани Фантома (на английски: Danny Phantom) е американо-канадски анимационен сериал, създаден от Бъч Хартман. Главни герои в него са Дани Фентън, Саманта Менсън, Тъкър Фоли, Влад Плазмиус, Мади Фентън, Джак Фентън, Джаз Фентън и Валъри Грей. Между 2004 и 2007 г. се излъчва по Nickelodeon.

## Сюжет
Дани Фентън е 14-годишно момче, което живее в Амити парк. Той има призрачни сили, за които знаят единствено приятелите му Сам и Тъкър и сестра му Джаз. Родителите му Джак и Мади Фентън са ловци на духове и преследват призрачното алтерего на Дани, без да знаят, че това всъщност е синът им. Мисията на Дани е да опази града си от духовете, които излизат от Призрачната зона и същевременно да опази тайната си. Той има и братовчедка на име Дени, която е на около осем години и също има призрачни сили. Най-големият враг на Дани Фантома е Влад Плазмиус, който също е наполовина призрак и то най-силния призрак в призрачната зона. Той е приятел на Джак и Мади от колежа, но приятел е много силна дума. Влюбен е в Мади и ненавижда Джак, защото „е отнел любовта на живота му“.

## „Дани Фантома“ в България
Сериалът се излъчва по Super7 от 2014 до ноември 2015 г. Ролите озвучават актьорите Златина Тасева, Вилма Карталска, Петър Бонев, Александър Воронов, Цанко Тасев и Станислав Димитров.